# SEKIYA
SEKIYA（セキヤ）は、日本のプロレスラー。千葉県船橋市出身。

## 来歴
2020年10月15日JUST TAP OUTの研修生として入門。研修生制度1期生となる。2021年2月練習生に昇格。

### 2021年
- 3月19日、研修生1期生として同期のファイヤー勝巳戦でデビュー。
- 4月11日、TAKAみちのく・イーグルマスクと組んで、超人勇者Gヴァリオン・EXヴァリオン・後藤恵介組と対戦。
- 5月3日、新とシングル初対戦。
- 5月16日、KANONとシングル初対戦。
- 5月29日、ファイヤー勝巳と組んで、定アキラ・清水来人組と対戦。
- 6月6日、武蔵龍也とシングル初対戦。
- 6月20日、ファイヤー勝巳とデビュー戦以来の2度目のシングル。またも敗れる。
- 7月7日、JTOランキングの空位となっていた10位をかけて、ファイヤー勝巳と初のランキング戦。ここで勝利し、研修生育ちで初めてのランキング入り。そしてデビューから初勝利もあげる。
- 7月23日、新と組んで、ブラックイーグル・BM組と対戦。
- 8月8日、武蔵龍也・イーグルマスクと組んで、KANON・綾部蓮・新組と対戦。
- 8月15日、TAKAみちのくとシングル初対戦。
- 8月21日1部、同じ研修生1期生のケンイチと初対決。勝利。
- 8月21日2部、2度目のJTOランキング戦。ブラックイーグルに勝利し、ランキング8位となる。
- 9月2日、KANONと組んで、綾部蓮・ファイヤー勝巳組と対戦。ファイヤー勝巳の新技ファイヤーロックに敗れる。
- 9月23日、研修生育ち2期生の夕張源太と組んで、ファイヤー勝巳・十文字アキラと対戦。研修生育ち4人での初試合。
- 10月3日、初めてのランキング戦以来のファイヤー勝巳とのランキング戦で敗れる。
- 11月18日、研修生育ち2期生の夕張源太の挑戦を受け、ランキング戦。勝利し、順位をキープ。
- 11月21日、初の大阪大会出場。夕張源太と組んで、イーグルマスク・鄭吉晴（現：金剛山）組と対戦。
- 12月2日、21歳の誕生日を迎える。
- 12月28日、当時ブラックイーグルが持っていた「UWA世界ライトヘビー級」のベルトに挑戦。敗れる。

### 2022年
- 1月9日、タカタイチマニア3への出場はテストにより不合格。唯一合格したファイヤー勝巳が開催前日のLIVE配信にて研修生1期生・2期生の4人での出場を諦めていないこと語る中、LIVE配信に駆けつけ思いを語る。開催前日夜に、タカタイチマニア3への出場が決まる。
- 1月10日、「タカタイチマニア3」に出場。ファイヤー勝巳と組んで、夕張源太・十文字アキラ組と対戦。第一試合を盛り上げた。
- 2月27日、ファイヤー勝巳と組んで、新・イーグルマスク組と対戦。研修生育ちが先輩から勝利をあげたことがなく、対先輩の世代闘争が始まる。
- 3月4日、JTOトーナメントに初出場。当時ランキング1位だったKANONと1回戦で対戦。
- 3月19日、デビュー1周年を迎える。
- 4月10日、2度目の大阪大会出場。夕張源太とのシングルで敗れる。
- 4月16日、ジャタップくんと組んで、ケンイチ・ブラックチャンゴwithBPMと対戦。
- タカタイチマニア2.5への出場をかけて、twitterにて出場投票のアンケートを実施。8人中8位という結果に終わり出場が叶わなかった。
- 5月29日、ファイヤー勝巳と組んで、武蔵龍也・イーグルマスク組と対戦。ファイヤー勝巳・夕張源太・十文字アキラがリングに上がり、先輩との世代闘争に勢いをつける。
- 6月5日、ファイヤー勝巳・夕張源太・十文字アキラと組んで、武蔵龍也・TAKAみちのく・綾部蓮・イーグルマスクと対戦。時間切れ引き分けに終わる。
- 7月2日、JTOアリーナにて研修生育ちだけの興行「研修組決起イベント」開催。メインイベントでファイヤー勝巳との１期生対決を行う。
- 7月9日、新と組んで、TAKAみちのく・カーベル伊藤組の社長タッグと対戦。
- 8月6日、同じ腕攻めの新との対戦を希望しており、ついにJTOランキング戦。ここで勝利し、初めて先輩から勝利をする。
- 8月20日、JTOアリーナにて「研修組決起イベント２」を開催。J2トーナメントに参戦し、決勝戦で十文字アキラに敗れる。
- 9月18日、ARA・ジャタップくんと組んで、ケンイチ・ブラックイーグル・ケンスケ組と対戦。
- 10月2日、JTOアリーナにて「研修組決起イベント３」を開催。J2トーナメントで勝ち上がってきたブラックイーグルとのランキング戦。敗れる。
- 10月7日、夕張源太と組んで、新・イーグルマスク組と対戦。
- 11月4日、前回と同じカードとなり、イーグルマスクに直接敗れる。
- 12月2日、22歳の誕生日を迎える。
- 12月17日、JTOアリーナにて「研修組決起イベント４」を開催。一颯とランキング戦にて敗れ、J2ランキングに降格。
- 12月25日、JTOランブルにて綾部蓮と対戦。

### 2023年
- 1月10日、武蔵龍也・イーグルマスクと組んで、綾部蓮・夕張源太・一颯組と対戦。
- 3月3日、新・宮入将義・MAXIと組んで、ケンイチ・ケンスケ・ジャタブラック・ブラックチャンゴ組と対戦。
- 3月18日、JTOアリーナにて「J２House」を開催。ジャタブラックとのシングル戦で勝利。
- 3月19日、デビュー2周年を迎える。
- 4月9日、TAKAみちのく・新と組んで、カーベル伊藤・イーグルマスク・MAXI組と対戦。
- 4月15日、JTOアリーナにて第2回「J２House」を開催。ケンスケとのシングル戦で勝利。船橋市出身対決を実現。
- 5月6日、J1の空位10位をかけてのランキング戦を宮入将義と対戦。勝利しランキング10位に返り咲き。
- 5月14日、ファイヤー勝巳と組んで、ケンイチ・Mr.マスク組と対戦。研修生制度1期生4人で初めての試合。そこで勝利。
- 5月27日、1期生のMr.マスクと初めてランキング戦で対戦。
- 6月30日、家庭の事情により退団、プロレス活動は休業する。

## 得意技
- キーロック
- SEKIYASHOT